# Косорич, Александар
Александар Косорич (босн. Aleksandar Kosorić; 30 января 1987, Пале, Югославия) — боснийский футболист, который выступает за мальтийский клуб «Бальцан» на позиции защитника.

## Клубная карьера
С 2004 года играл за «Славию» из Сараево.
В 2009 перебрался в сербскую лигу после приглашения из «Партизана». Косорич получал мало шансов проявить себя и, поэтому перешёл в другой белградский клуб «Рад». Во время зимнего перерыва в сезоне 2011/12 был продан в клуб «Раднички 1923». Через год он покинул Сербию и отправился в иракский клуб «Эрбиль».
Летом 2014 года перешёл в ФК «Железничар», за который выступал до конца 2016 года.

## Международная карьера
Косорич совершил свой дебют за национальную команду в 2016 году в матче против Японии, выйдя на замену на 90-й минуте.